# Hegyi farkosbéka
A hegyi farkosbéka (Ascaphus montanus) a kétéltűek (Amphibia) osztályába a békák (Anura) rendjébe és a farkosbékafélék (Ascaphidae) családjába tartozó faj.

## Előfordulása
A faj a kanadai Brit Columbia tartomány délkeleti részétől az Amerikai Egyesült Államokban Montana állam nyugati részéig, Washington állam délkeleti részéig, Oregon északkeleti területéig és Idaho déli-középső területéig honos. Tiszta vízű, gyors folyású hegyi patakokban található. Nedves helyen a szárazföldön is megtalálható a víz közelében. Száraz időben a folyópartokon marad.

## Megjelenése
Egyetlen rokonával a hegyi farkosbékával (Ascaphus montanus) együtt a Ascaphus nemhez tartozó faj , mely farokkal rendelkezik. Testhossza 2,5-5 centiméter.

## Szaporodása
Petéit hosszú füzérekben kövek alá rakja, valószínűleg csak minden második évben. A füzérekben 33–97 pete lehet. Három évig marad lárvaállapotban.